# Abbund
Der Abbund ist das maßgerechte Anreißen, Bearbeiten, Zusammenpassen und Kennzeichnen von Schnitt- und Rundholz für Tragwerke, Bauteile und Einbauteile im Zimmerhandwerk.
Im weitesten Sinne gehören Dachausmittlung und Schiftung dazu. Man unterscheidet den traditionellen, den zeichnerischen, den rechnerischen und den computergestützten Abbund. Alle Verfahren bauen aufeinander auf und werden in der Praxis oft kombiniert. Das Ausarbeiten der Hölzer erfolgt mit Zimmererwerkzeug, großen Handmaschinen, stationären Zimmereimaschinen oder CNC-gesteuerten Abbundstraßen, meist auf einem Abbundplatz oder einer Abbundhalle der Zimmerei, es kann aber auch vor Ort auf der Baustelle erfolgen.

## Traditioneller Abbund
Im traditionellen Abbund werden über einen Schnürboden, auch Anlage oder Aufriss genannt (eine vereinfachte Zeichnung im Maßstab 1:1), alle Maße und Winkel durch direktes Auflegen (Anlegen) der Hölzer ermittelt und angerissen. Der Vorteil besteht darin, dass alle Hölzer in ihrer wahren Holzstärke übertragen und angerissen werden. Angerissen werden Ab- und Einschnitte, Zapfen, Zapfenlöcher, die Lage von Achsen, Schrägen, Wänden und Einbauteilen durch Anrisszeichen (überlieferte Zeichen und Symbole wie zum Beispiel Bundzeichen, Abschnitt, Mauer- oder Kantenriss, Mittel- bzw. Achsriss oder Fehlriss). Nach dem Ausarbeiten wird das fertige Bauteil im Schnürboden probehalber zusammengelegt, auf Maßhaltigkeit überprüft, abgebohrt (Bohren der Löcher für Holznägel bei Zapfenverbindungen) und durch Anbringen der Abbundzeichen (Abnummern oder Scharfzeichnen) für das Richten vorbereitet.
Die Methoden des traditionellen Abbundes wurden auf Antrag von Frankreich im Jahr 2009 in die UNESCO-Liste des immateriellen Kulturerbes der Menschheit aufgenommen.

## Zeichnerischer Abbund
Beim zeichnerischen Abbund wird der Schnürboden maßstäblich verkleinert (1:10 oder 1:5). Alle zum Anreißen nötigen Maße werden gemessen und hochgerechnet, Winkel werden mit Schmiegen oder Schablone übernommen und auf das Holz übertragen. Zur Kontrolle werden die ausgearbeiteten Hölzer  probehalber zusammengelegt und resultierende Maße (zum Beispiel die Gesamtlänge oder -höhe)  genommen und mit der Zeichnung verglichen. 
Der rechnerische Abbund  basiert auf der Tatsache, dass man alles, was man zeichnen, auch rechnen kann. Es werden alle Maße und Winkel errechnet, über eine maßstäbliche Zeichnung kontrolliert und über Anreißhilfen (zum Beispiel Alphawinkel) auf das Holz übertragen. Auch können Maschinenwinkel und Schnitttiefen errechnet werden.

## Computergestützter Abbund
Im computergestützten Abbund wird die Konstruktion von Bauteilen und Baugruppen in speziellen CAD/CAM-Programmen, den Abbundprogrammen, vorgenommen. Die Ausgabe des Ergebnisses erfolgt als Ausdruck, in dem alle Maße und Winkel aufgeführt sind, das Anreißen und Ausarbeiten erfolgt wie beim rechnerischen Abbund.
Die Daten können auch in maschinenlesbarer Form ausgegeben werden. Die Weiterverarbeitung erfolgt dann in CNC-Anlagen, Abbundstraßen oder Abbundmaschinen. 